# پروین بهمنی
پروین بهمنی (۸ بهمن ۱۳۲۷ – ۲۹ مهر ۱۴۰۰) پژوهشگر و خوانندهٔ اهل ایران بود. پژوهش‌های بهمنی دربارهٔ فرهنگ و موسیقی قشقایی و سایر عشایر استان فارس بود.

## آغاز زندگی
بهمنی در سال ۱۳۲۷ در شیراز زاده شد. مادر و دایه‌اش او را با موسیقی قشقایی آشنا کردند. پدرش، غلامرضا خان بهمنی بهمن بیگلو(فرزند ابراهیم خان بهمنی بهمن بیگی)، از صاحب‌سبک‌های موسیقی قشقایی و از علاقه‌مندان و موسیقی‌دانان ایل قشقایی بود و مجالس موسیقی و شعر و شاعری با حضور موسیقی دانان و ادبا ملی و قومی نظیر دوستان نزدیکی چون رسول پرویزی و نورعلی خان برومند ،بیژن سمندر،دکتر عباس عفیفی... برگزار می‌کرد. بهمنی دوران تحصیلی خود را تماما با شاگرد ممتازی  در مدرسهٔ و دبیرستان ملی مهرآیین شیراز گذراند و در ادامه با تغییر رشته از رشته حقوق  جهت عشق به آموزش و به تشویق و توصیه عموزاده خود استاد محمد بهمن بیگی(بنیانگزار آموزش عشایری و نویسنده برنده جایزه جهانی یونسکو) به دانش‌سرای عشایری رفته و در رشته علوم تربیتی فارغ‌التحصیل شد. پس از آن، ۱۶ سال آموزگار بود. او که همزمان با آموزگاری برای توسعه و دوام موسیقی ایلیاتی فعّالیت‌های هنری می‌کرد در کارهایی نظیر کشاورزی در املاک همسرش عنوان کشاورز نمونه را نیز کسب کرد.اما کسب علوم و مشق موسیقی ردیفی و قشقایی و فعالیت و پژوهش درین حوزه ها به جد ادامه داشت

## فعّالیت حرفه‌ای

### موسیقی
پروین بهمنی ردیف موسیقی ایرانی را فراگرفت و پس از آن به موسیقی قشقایی روی آورد. او در کودکی شاگرد نورعلی برومند بود، سپس، آواز و موسیقی ایرانی را در تهران از هنگامه اخوان و مرتضی شریف آموخت. او موسیقی قشقایی را از موسیقیدانانی همچون محمدحسین کیانی، حبیب گرگین‌پور، غلامرضا بهمنی و محمدقلی خورشیدی آموخت.
پروین بهمنی در سال ۱۳۸۰ گروه «حاوا» به سرپرستی خود را در مرکز موسیقی وزارت فرهنگ و ارشاد اسلامی ثبت کرد و با آن گروه موسیقی قشقایی و دیگر مناطق عشایری فارس و همچنین موسیقی شیرازی را اجرا می‌کرد. از آثار پژوهشی او پژوهش در موسیقی مقامی به همراه پسرش دامون شش‌بلوکی، بوده‌است.
جشنواره‌ای نیز در دانشگاه گره‌سون ترکیه با حضور ۲۸۰ موسیقی‌دان و استاد دانشگاه به نام پروین بهمنی نام‌گذاری شده‌است.
پروین بهمنی به عنوان خالق لالایی‌های مادرانه ایران زمین شناخته می‌شد. او در سال ۱۳۸۶ با خواندن لالایی در فیلم سه زن به کارگردانی منیژه حکمت به شهرت رسید. وی تا پیش از آن بیشتر به عنوان پژوهشگر موسیقی و خواننده آواز محلی شناخته می‌شد.
از جمله آلبوم‌های موسیقی وی «نغمه‌های آوازهای قشقایی»، «خدایا من غریب»، آوازهای قشقایی محمدحسین کیانی،لالایی های قشقایی،آواز زنان قشقایی،منظومه های عاشیقی و «به یاد فرود» هستند.

### نویسندگی
منظومه داستانی اصلی و کرم، زندگی‌نامه هنرمندان قشقایی، زنان نامدار قشقایی و کتابچه موسیقی عاشیقلر از مجموعه کتاب‌های پروین بهمنی هستند. او همچنین در انتشار کتاب‌های داستان‌ها و حکایت‌های افسانه‌های اقوام ترک، جغرافیای محیط عاشقی ترکان ایران، و ایران ترکلری،صد بایاتی قشقایی....،و همچنین همکاری گسترده ای در حوزه پژوهشی مربوطه اش در دایره المعارف سازهای زهی ،دایره المعارف سازهای کوبه ای،دایره المعارف سازهای بادی،دایره المعارف بازیهای ایرانی(وازیگاه)،... همکاری کرده‌است.

## جوایز
پروین بهمنی نشان درجه یک هنری را از وزارت فرهنگ و ارشاد اسلامی دریافت کرده بود. پروین بهمنی نشان بانوی فرهنگی ترکان جهان را با حضور نمایندگان فرهنگی و هنری و دانشگاهی و مقاماتی از بیش از بیست کشور در دانشگاه احمد یسوی قزاقستان دریافت کرد پروین بهمنی توسط ریاست میراث فرهنگی و گردشگری کشور و معاون ریاست جمهوری و ریاست سازمان امور عشایر ایران در نمایشگاه بین المللی تهران و در اختتامیه جشنواره ملی صدای عشایر تندیس و جایزه مشاهیر و مفاخر کشور را دریافت کرد پروین بهمنی در دانشگاه دولتی چایکوفسکی مسکو کشور روسیه توسط ریاست دانشگاه و مدیر گروه اتنومزیکولوژی و با حضور موسیقی شناسان و قوم موسیقی شناسانی از ۵ قاره جهان اجرا و مفتخر به دریافت جایزه ویژه گردید به عنوان آیینه داران موسیقی ایران در مراسم پایانی فستیوال آیینه دار در تالار وحدت تهران وزیر فرهنگ و ارشاد اسلامی و علیرضا قربانی و احسان رسول اف رییس جشنواره و دکتر مریم قره سو دبیر جشنواره به پروین بهمنی تندیس بزرگ آیینه دار موسیقی اعطاء گردید

## درگذشت
بهمنی در ۲۹ مهر ۱۴۰۰ بر اثر بیماری کلیوی و ریوی درگذشت و در قطعه هنرمندان بهشت زهرا دفن شد.